# Jüdischer Friedhof Gauting

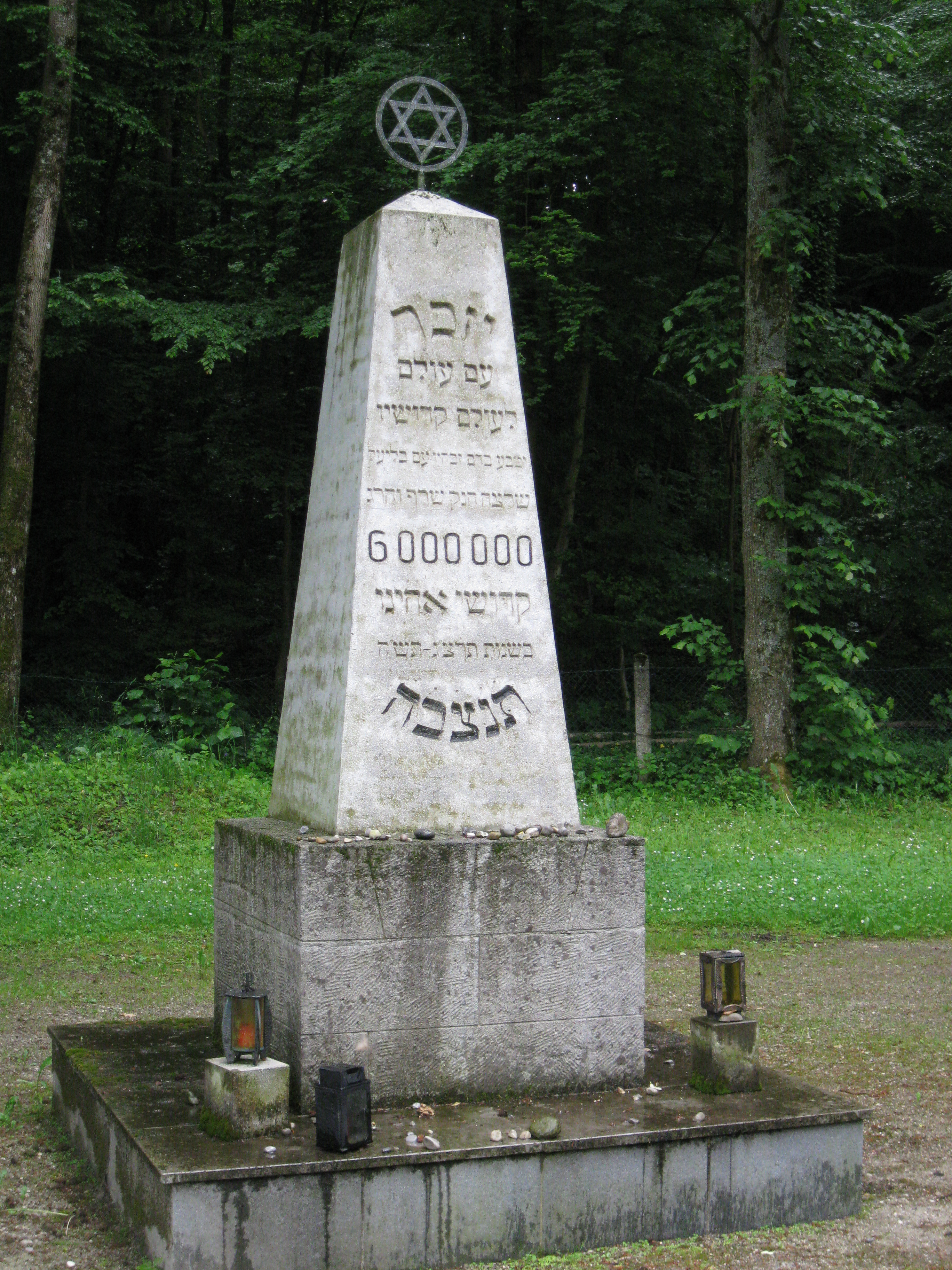
Mahnmal auf dem Friedhof, das im Oktober 1947 eingeweiht wurde.

Der Jüdische Friedhof Gauting wurde für die verstorbenen jüdischen Patienten des Lungenhospitals Gauting eingerichtet. Er grenzt unmittelbar an den Gautinger Waldfriedhof an. Die ersten Bestattungen dort fanden bereits 1945 statt, im Jahr 1947 wurde der Friedhof offiziell eingeweiht; die Einweihung war verbunden mit der Enthüllung eines Mahnmals für die sechs Millionen Holocaustopfer während der Zeit des Nationalsozialismus, das auf dem Friedhof steht.
Insgesamt wurden 172 Personen auf dem Friedhof beigesetzt, 145 der zunächst angelegten Gräber sind als Kriegsgräber klassifiziert und dürfen damit nicht aufgelassen werden. Nach 1956/57 fanden nur noch vereinzelt Beisetzungen statt, die letzten 1996 und 1998. Der Friedhof wird seit 1957 wie der Friedhof eines Konzentrationslagers von der Bayerischen Verwaltung der staatlichen Schlösser, Gärten und Seen betreut. Aufgrund von Umbettungen befinden sich  noch 143 Gräber auf dem Friedhof (Stand 2011). Zahlreiche Grabsteine und das Mahnmal wurden 1997 saniert. Das Grundstück ist langgestreckt, es wird von einem Kiesweg in der Mitte geteilt, der auf das Denkmal zuläuft.

## Geschichte des Friedhofes
Nach dem Einmarsch der US-Truppen am 30. April 1945 in Gauting wurde ein dort bestehendes Lazarett für Lungenkranke in ein Hospital für „Displaced Persons“ (DPs) umgewandelt. Die Patienten in diesem Hospital waren zu einem großen Teil Überlebende aus Konzentrationslagern, teilweise auch Patienten, die am Todesmarsch aus dem KZ Dachau teilgenommen hatten. In dem Krankenhaus wurden Tuberkulosekranke aus etwa 30 Nationen behandelt. Im Frühjahr 1946 wurde die Hospitalorganisation von der United Nations Relief and Rehabilitation Administration übernommen; ab Mitte 1947 wurde es von der Internationalen Flüchtlingsorganisation IRO verwaltet, einer Unterorganisation der UN.
Als die ersten jüdischen Patienten im Gautinger Hospital starben, „verlangte das jüdische Patientenkomitee eine Bestattung nach jüdischem Ritus an einem eigenen Begräbnisplatz abseits des christlichen Friedhofes“. Die Gemeinde stellte eine Fläche südlich des bisherigen Waldfriedhofes in Gauting zur Verfügung, die vorher als Erweiterung des Waldfriedhofes vorgesehen war. Die ersten Beerdigungen fanden hier bereits im Jahr 1945 statt. Insgesamt verstarben zwischen Mai 1945 und Ende März 1952 468 Patienten des Hospitals, darunter waren 128 jüdische Patienten. Zahlreiche Beerdigungen auf dem Friedhof in Gauting erfolgten für Tote aus den jüdischen DP-Lagern Föhrenwald bei Wolfratshausen und Feldafing. Eine Beschreibung aller Einzelgräber findet sich im Band von Constanze Werner.

## Das Denkmal und seine Enthüllung
Das Denkmal wurde in der Mittelachse des Friedhofs aufgestellt; es besteht aus Kunststein und ist von einem Davidstern aus Metall gekrönt. Die Initiative für das Denkmal ging vom jüdischen Patientenkomitee des Hospitals aus. Das Patientenkomitee wollte, dass an der Begräbnisstätte seiner Toten der 6 Millionen Opfer gedacht werde, die ihnen in den Tod vorausgegangen sind. Die Mittel für das Denkmal wurden durch „Sammlungen, Spenden und freiwillige Mitarbeit der Patienten erbracht“. Die Einweihung erfolgte am 19. Oktober 1947 im Beisein von zahlreichen Ehrengästen. Teilnehmer waren „Vertreter der Militärregierung und der amerikanischen Armee, des Kommissariats für religiös und rassisch Verfolgte, Vertreter verschiedener jüdischer Institutionen und auch deutscher Behörden u. a. der Bürgermeister von Gauting, der Landrat von Starnberg und der bayerische Staatssekretär für das Flüchtlingswesen“ Philipp Auerbach. Eine der Eröffnungsansprachen hielt Herr Lipszic, der vorher auch Patient im Hospital gewesen war und der der „eigentliche Initiator der Errichtung des Monuments“ war. Vertreter des Kommissariats für rassisch und politisch Verfolgte war Rabbiner Schnitzer, der vorher ebenfalls selbst Patient des Hospitals gewesen war. Enthüllt wurde das Denkmal von Staatskommissar Philipp Auerbach und dem Arzt Dr. Weiß, der Direktor des Hospitals war. Es wurde die Erwartung ausgesprochen, dass auch von deutscher Seite alles für die Patienten getan werde.
Der Text des Denkmals lautet in der Übersetzung, die Constanze Werner wiedergibt:
ES GEDENKT
 DAS EWIGE VOLK [=ISRAEL]
 IN EWIGKEIT SEINER 'HEILIGEN' [=MÄRTYRER];
 ES SEI EINGETAUCHT IN DAS BLUT SEINER SCHLACHTOPFER DAS VOLK DER BOSHEIT
 DAS GETÖTET HAT, ERWÜRGT HAT, VERBRANNT HAT UND ERMORDET HAT
 6 000 000
 MÄRTYRER, UNSERE BRÜDER;
 IN DEN JAHREN 5693-5705;
 ES SEIEN IHRE SEELEN EINGEBUNDEN IM BÜNDEL DES LEBENS
Nach Walter Fürnrohr und Felix Muschialik handelt es sich beim Gautinger Denkmal „sicher (um) eines der ersten, wenn nicht das erste Holocaustdenkmal überhaupt auf deutschem Boden“. In der umfangreichen zweibändigen Dokumentation „Gedenkstätten für die Opfer des Nationalsozialismus“ von Ulrike Puvogel und Martin Stankowski (1987, zweite Auflage 1995) ist zwar der jüdische Friedhof Gauting aufgeführt, aber das Denkmal ist nicht erwähnt. Sowohl die erste Ausführung des Denkmals im Jahr 1947 als auch die Sanierung der Grabsteine und des Denkmals 1997 wurde vom Steinmetzbetrieb Thaler, Gauting, durchgeführt.